# Шелта (река)
Шелта — река в России, протекает в Республике Карелия. Устье реки находится в 35 км по правому берегу реки Выг. Длина реки составляет 15 км, площадь водосборного бассейна — 50,5 км².
Исток Шелты — болото Новозерский Мох.

## Данные водного реестра
По данным государственного водного реестра России относится к Баренцево-Беломорскому бассейновому округу, водохозяйственный участок реки — бассейн озера Выгозеро до Выгозерского гидроузла, без реки Сегежа до Сегозерского гидроузла. Речной бассейн реки — бассейны рек Кольского полуострова и Карелии, впадающих в Белое море.
Код объекта в государственном водном реестре — 02020001212102000005400.